# Красночетайський район
Красночета́йський район (рос. Красночетайский район, чув. Хĕрлĕ Чутай районĕ) — муніципальний район на північному заході Чуваської Республіки. Адміністративний центр — село Красні Четаї. Утворений 5 вересня 1927 року.

## Географія
Район розташований на північному заході республіки. Його площа становить 691,6 км². Межує з іншими районами Чувашії — Ядринським на півночі, Аліковським на сході, Шумерлинським на південному сході, на заході — із Нижньогородською областю.

## Населення
Населення району становить 13568 осіб (2019, 16941 у 2010, 21117 у 2002).

## Адміністративний поділ
Район адміністративно поділяється на 10 сільських поселень, які об'єднують 70 сільських населених пунктів:
| Поселення                          | Площа, км² | Населення, осіб (2002) | Населення, осіб (2010) | Населення, осіб (2019) | Центр         | Населені пункти |
| ---------------------------------- | ---------- | ---------------------- | ---------------------- | ---------------------- | ------------- | --------------- |
| Акчикасинське сільське поселення   | 54,68      | 2175                   | 1784                   | 1424                   | Акчикаси      | 6               |
| Атнарське сільське поселення       | 150,95     | 2603                   | 2128                   | 1745                   | Атнари        | 11              |
| Великоатменське сільське поселення | 33,11      | 1457                   | 1120                   | 853                    | Великі Атмені | 6               |
| Іспуханське сільське поселення     | 55,67      | 1613                   | 1248                   | 971                    | Іспухани      | 7               |
| Красночетайське сільське поселення | 93,13      | 5302                   | 4510                   | 3915                   | Красні Четаї  | 7               |
| Пандіковське сільське поселення    | 87,38      | 2074                   | 1503                   | 1155                   | Пандіково     | 8               |
| Пітеркінське сільське поселення    | 48,72      | 1218                   | 1046                   | 822                    | Пітеркіно     | 4               |
| Староатайське сільське поселення   | 57,68      | 1550                   | 1228                   | 887                    | Старі Атаї    | 8               |
| Хозанкінське сільське поселення    | 62,56      | 2126                   | 1651                   | 1278                   | Хозанкіно     | 7               |
| Штанаське сільське поселення       | 47,68      | 999                    | 723                    | 518                    | Штанаші       | 6               |

## Найбільші населені пункти
Населені пункти з чисельністю населення понад 1000 осіб:
| № | Населений пункт | Населення, осіб (2002) | Населення, осіб (2010) |
| - | --------------- | ---------------------- | ---------------------- |
| 1 | Красні Четаї    | 2 982                  | 2 623                  |

## Економіка
Район є сільськогосподарським, тут вирощують зернові та картоплю, розводять велику рогату худобу та коней. Промисловість представлена підприємствами харчової, деревообробної галузей та виробництвом будівельних матеріалів.